# Rally Costa del Sol - Málaga
El Rally Costa del Sol fue una prueba de rally que se organizó anualmente en la provincia de Málaga con sede en Mijas. Era puntuable para el Campeonato de Andalucía de Rally y lo fue para el Campeonato de España de Rally en tres ediciones: 2002, 2003 y 2004. La prueba organizada por la Escudería Gibralfaro utilizó el apelativo "Costa del Sol" que ya había sido utilizado en los años 70 y 80 por el Automóvil Club de Almería para una prueba que también fue puntuable para el Campeonato de España y que en 1988 cambió su nombre por el de Rally Costa de Almería. Ambas pruebas no coincidieron en el tiempo bajo el mismo apelativo y de la misma manera se organizaron en localidades diferentes y por organizaciones distintas.

## Historia
En el año 2001 la prueba fue la última cita del campeonato de Andalucía y además preinscripción para el certamen nacional. En esa edición los pilotos Eusebio Frías con un Hyundai Coupe Kit Car y José Antonio Teruel con un Peugeot 306 Maxi se jugaban el título regional por un lado y Emilio Segura y Amador Vidal el Desafío Peugeot por otro. Nada más empezar el rally durante el segundo tramo, el piloto del 306, José A. Teruel sufrió una salida de pista debido a una avería mecánica. De esta manera el piloto quedó fuera de carrera y la imposibilidad de pelear por el título andaluz que fue a parar automáticamente para Eusebio Frías, independientemente del resultado que obtuviese en la prueba. Aunque en principio Frías se quedó solo en la lucha por la victoria finalmente terminó abandonando por rotura lo que hizo que Emilio Segura se pusiese en cabeza. Segura finalmente se hizo con el triunfo que estuvo acompañado en el podio por Amador Vidal y por el portugués João Traila los tres, con sendos Peugeot 206 XS. Al año siguiente la prueba entró en el calendario del Campeonato de España. Contó con un itinerario de seis tramos a disputar en dos jornadas. El ganador fue Jesús Puras que su impuso con el Citroën Xsara WRC en casi cuatro minutos al segundo clasificado, Miguel Ángel Fuster con un Citroën Saxo Kit Car. En 2003 fue la última ronda del calendario del campeonato de España. El ganador fue el andorrano Joan Vinyes, que logró su primera victoria en el campeonato de España con un Peugeot 206 S1600 seguido de Enrique García Ojeda también con un 206 S1600 que terminó a solo nueve segundos. Tercero fue Alberto Hevia con un Renault Clio S1600. En 2004 y en su octava edición fue la penúltima ronda del calendario y se celebró en el mes de noviembre. En la prueba el piloto Alberto Hevia tomó la salida al que solo le bastaba con sumar un punto para proclamarse campeón de España. El ganador fue Dani Sordo con un Citroën C2 S1600, segundo fue Joan Vinyes y tercero Enrique García Ojeda, ambos con el Peugeot 206 S1600. Por su parte, Alberto Hevia terminó en decimosegunda posición pero le bastó para proclamarse campeón de España. Al año siguiente, a pesar de estar presente en el calendario, la organización decidió suspender por los problemas económicos de última hora por lo que el campeonato se vio interrumpido a falta de una prueba por celebrarse. Con todo, el ganador de ese año, Dani Sordo, ya era campeón matemáticamente.

## Palmarés
| Año  | Edición                 | Piloto        | Copiloto          | Automóvil         | Series |
| ---- | ----------------------- | ------------- | ----------------- | ----------------- | ------ |
| 2001 | 5.º Rally Costa del Sol | Emilio Segura | Nacho Aviñó       | Peugeot 206       |        |
| 2002 | 6.º Rally Costa del Sol | Jesús Puras   | Carlos del Barrio | Citroën Xsara WRC | España |
| 2003 | 7.º Rally Costa del Sol | Joan Vinyes   | Xavi Lorza        | Peugeot 206 S1600 | España |
| 2004 | 8.º Rally Costa del Sol | Dani Sordo    | Carlos del Barrio | Citroën C2 S1600  | España |
| 2005 | 9.º Rally Costa del Sol | Cancelado     | Cancelado         | Cancelado         | España |